# Franz Egel

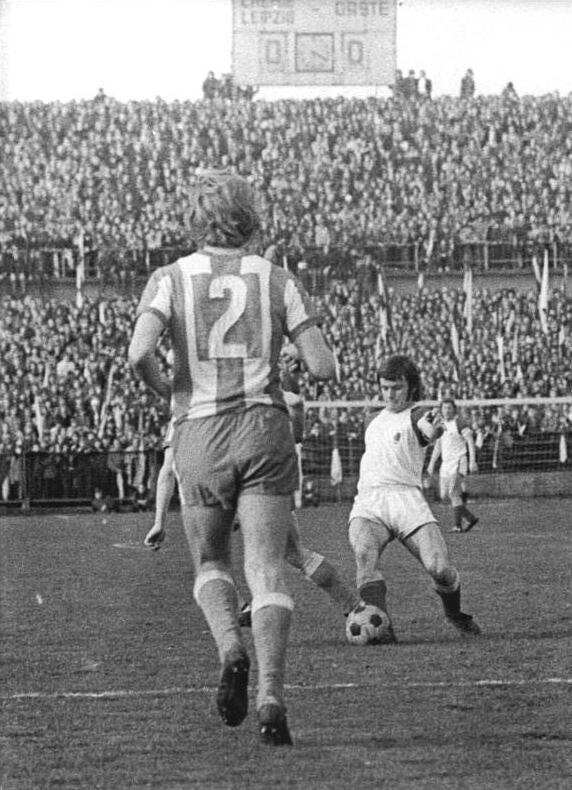
Franz Egel als Spieler mit der Nummer 2

Franz Egel (* 12. April 1949) war Fußballspieler in der DDR-Oberliga, der höchsten Klasse im DDR-Fußballspielbetrieb. Dort spielte er 248-mal für den FC Rot-Weiß Erfurt.

## Sportliche Laufbahn
Egel begann als Schüler bei der Betriebssportgemeinschaft Motor im thüringischen Heiligenstadt Fußball zu spielen. Im Juniorenalter kam er 1966 zum Fußballschwerpunkt der Region, dem FC Rot-Weiß Erfurt. Mit den Rot-Weiß-Junioren wurde er 1967 DDR-Meister. Im Endspiel gegen den BFC Dynamo erzielte Egel das 1:0-Siegtor. Im gleichen Jahr erhielt er seine erste Berufung in die Junioren-Nationalmannschaft der DDR, mit der er 1967 insgesamt vier Länderspiele bestritt.
Als Egel im Sommer 1967 für den Männerbereich spielberechtigt wurde, spielte Rot-Weiß nach seinem Abstieg vor einem Jahr in der zweitklassigen DDR-Liga. Am sofortigen Wiederaufstieg war Egel noch mit einem Punktspiel beteiligt. Vom zweiten Spieltag der Oberligasaison 1967/68 an kam das 1,78 m große Jungtalent regelmäßig zum Einsatz und spielte vorwiegend im Mittelfeld. Dort verdiente sich Egel gute Noten und rückte so fast nahtlos von der Junioren- in die Nachwuchs-Nationalmannschaft auf, in der er schließlich zwischen 1967 und 1972 sechzehn Spiele absolvierte.
Als in den 1970er Jahren der Fußballtyp des Libero erfunden wurde, übernahm Egel diese Rolle beim FC Rot-Weiß. Der FC Rot-Weiß Erfurt gehörte zu Egels Zeiten bestenfalls zum Mittelmaß im DDR-Fußball, sodass Egel auf Klubebene zu keinen spektakulären Erfolgen kam. Im Gegenteil musste er nach einem erneuten Abstieg der Erfurter in der Saison 1971/72 wieder ein Jahr in der DDR-Liga spielen. Diesmal war er mit 26 Einsätzen jedoch maßgeblich an der umgehenden Rückkehr in die Oberliga beteiligt. In der Saison 1976/77 erreichte er mit dem FC Rot-Weiß mit Rang 6 das beste Oberligaergebnis seiner Karriere.
Noch im Laufe der Saison 1978/79 zog sich Egel aus der Oberligamannschaft des Klubs zurück und beendete 30-jährig seine Laufbahn als Hochleistungssportler. Als diplomierter Sportlehrer war er nun bei Rot-Weiß als Nachwuchstrainer tätig. Erst 2008 verabschiedete er sich endgültig aus dem Fußballgeschehen. Als Aktiver hatte Egel 309 Pflichtspiele für Erfurt bestritten, darunter waren 248 Einsätze in der Oberliga und 34 Pokalspiele. Nicht alltäglich sind seine 15 Oberligatore, die er als etatmäßiger Verteidiger erzielte.